# Клокочевці
45°34′ пн. ш. 18°06′ сх. д. / 45.56° пн. ш. 18.10° сх. д.
Клокочевці (хорв. Klokočevci) — населений пункт у Хорватії, в Осієцько-Баранській жупанії у складі громади Джурдженоваць.

## Населення
Населення за даними перепису 2011 року становило 428 осіб.
Динаміка чисельності населення поселення:

## Клімат
Середня річна температура становить 11,13 °C, середня максимальна – 25,50 °C, а середня мінімальна – -6,01 °C. Середня річна кількість опадів – 694 мм.
| Клімат поселення                              | Клімат поселення | Клімат поселення | Клімат поселення | Клімат поселення | Клімат поселення | Клімат поселення | Клімат поселення | Клімат поселення | Клімат поселення | Клімат поселення | Клімат поселення | Клімат поселення | Клімат поселення |
| Показник                                      | Січ.             | Лют.             | Бер.             | Квіт.            | Трав.            | Черв.            | Лип.             | Серп.            | Вер.             | Жовт.            | Лист.            | Груд.            |                  |
| Середній максимум, °C                         | 5,78             | 8,06             | 12,68            | 17,26            | 22,40            | 25,50            | 25,35            | 24,79            | 20,52            | 15,20            | 9,30             | 5,30             |                  |
| Середня температура, °C                       | −0,1             | 2,20             | 6,80             | 11,39            | 16,51            | 19,60            | 21,47            | 20,94            | 16,69            | 11,30            | 5,45             | 1,49             |                  |
| Середній мінімум, °C                          | −6,01            | −3,72            | 0,90             | 5,48             | 10,62            | 13,71            | 17,60            | 17,06            | 12,80            | 7,44             | 1,60             | −2,4             |                  |
| Норма опадів, мм                              | 43               | 40               | 41               | 53               | 66               | 89               | 63               | 62               | 52               | 61               | 69               | 55               |                  |
| Середньомісячна швидкість вітру, м/с          | 2.20             | 2.44             | 2.70             | 2.62             | 2.30             | 2.20             | 2.10             | 1.90             | 1.90             | 2.00             | 2.12             | 2.22             |                  |
| Середньомісячна сонячна радіація, кДж/м²·день | 4196             | 6869             | 10806            | 15320            | 19305            | 21339            | 22232            | 20154            | 14892            | 9175             | 4717             | 3525             |                  |
| --------------------------------------------- | ---------------- | ---------------- | ---------------- | ---------------- | ---------------- | ---------------- | ---------------- | ---------------- | ---------------- | ---------------- | ---------------- | ---------------- | ---------------- |
| Джерело:                                      |                  |                  |                  |                  |                  |                  |                  |                  |                  |                  |                  |                  |                  |